# Розстріл білоруських діячів (1937)
Розстріл 29—30 жовтня (біл. «Ноч расстраляных паэтаў»; «Чорна ніч», «Ніч розстріляних поетів») — розстріл понад 100 представників білоруської інтелектуальної еліти — видатних діячів культури, мистецтва і науки, а також громадських діячів тодішньої БРСР — у ніч з 29 на 30 жовтня 1937 року в підвалах мінської внутрішньої тюрми НКВС («американки») та в Піщаловському замку, зокрема 22 білоруських письменників (більшість згодом амністували). Таким чином, в ці дні репресії, які чинило керівництво СРСР в ті роки по всій країні (Великий терор), досягли в Білорусі свого піка, позаяк з 4 березня 1937 р. по 22 травня 1938 року (444 дні) в Білорусі було репресовано близько 100 тисяч осіб (в середньому за ніч заарештовували 230 осіб).
За 3 місяці до розстрілу 1 серпня 1937 у внутрішньому дворі Мінської в'язниці НКВС БРСР спалили кілька десятків тисяч рукописів ненадрукованих творів тих письменників, які не пройшли цензуру.

## Хід подій
Більшовицькі репресії в Білорусі почалися в 1917 році і були припинені внаслідок військових дій і відступу більшовиків з білоруських територій. У період НЕПу і політики білорусизації в Білоруській РСР не було систематичних політичних репресій. Системні репресії відновилися з 1930-х років, з крахом політики білорусизації та початком хвилі примусової колективізації. Серпень 1936 року вважається початком Великого терору в СРСР, який характеризувався масовими політичними репресіями та стратами великої кількості людей. Свого піку Великий терор досяг у 1937-1938 роках.
В архіві президента Російської Федерації (АПРФ, опис № 24, справа № 411) зберігається «Список осіб, що підлягають суду військової колегії Верховного суду Союзу РСР». До списку включені «вороги народу» з усього Радянського Союзу. Він датований 7 вересня 1937 року і підписаний Й. Сталіним, В. Молотовим, Л. Кагановичем, К. Ворошиловим, М. Єжовим. Список засуджених за першою категорією (до найвищої міри покарання — розстрілу) за Білоруською РСР налічує 103 людини, за другою категорією (засуджені до 10 років ув'язнення в концтаборах) — 6 осіб. Список Білоруської РСР датований 15 вересня 1937 року і підписаний Й. Сталіним, В. Молотовим і начальником 8-го відділу Головного управління державної безпеки СРСР старшим майором державної безпеки В. Цезарським.
Сучасне представлення про Ніч розстріляних поетів 29-30 жовтня було сформоване в книзі «Толькі адна ноч». Вважається, що принаймні частина розстрілів відбувалася в підвалах внутрішньої тюрми НКВС БРСР (так званої «американки»), але розстріли могли відбуватися і за містом, зокрема в Куропатах. Подальше дослідження ускладнюється закриттям архіву КДБ у Білорусі. Точна кількість розстріляних 29-30 жовтня 1937 року не встановлена. Доля деяких осіб з московського списку невідома, але відомо, що частина московського списку була розстріляна в інший день: наприклад, ветеринар Костянтин Гурський (17 жовтня) або заступник голови Наркомату БРСР Олександр Васильович Іванов (17 жовтня). Деяких підсудних першої категорії (наприклад, завідувача лабораторією Вітебської ветеринарної станції Михайла Капітанакі), врешті-решт засудили до таборів, хоча це було радше винятком. До списку також увійшли ті, кого лише засудили 30 жовтня, а розстріляли вже 31 жовтня (зокрема доцент Вітебського інституту ветеранів Герасим Качанов, завідувач кафедри Вітебського інституту ветеранів і медичного інституту Віктор Клянтицький, військовий Іван Сорокаш та інші).
Найчастіше статтями КК БРСР, інкримінованими розстріляним, були ст. 63 («зрада Батьківщини»), ст. 69 («підрив державної промисловості, транспорту, торгівлі, грошового обігу, кредитної системи або кооперативу, вчинене з контрреволюційними цілями»), ст. 70 («вчинення терористичних актів проти представників радянської влади»), ст. 76 («організаційна діяльність, спрямована на підготовку або вчинення злочинів, передбачених ст. 63-75, а також участь в організації, створеній для підготовки або вчинення одного з цих злочинів»). Організовані «терористичні» та «антирадянські угруповання», «націонал-фашистські організації», «контрреволюційні організації» тощо фабрикувалися співробітниками НКВС за статтею 76, а зізнання у сфабрикованих злочинах вибивалися з в’язнів тортурами.
29 та 30 жовтня 1937 р. відзначаються великою кількістю розстріляних письменників, але масові розстріли відбувалися також і в попередні та наступні дні. Так, 31 жовтня, серед інших були розстріляні білоруський політичний діяч і нарком освіти БРСР у 1926-1929 роках Антон Баліцький, заступник наркома освіти 1928-1930 років, економіст Самуїл Слонім, сільськогосподарський діяч і редактор Сергій Гесень та інші.  
1 листопада у Мінську відбувся масовий розстріл вірян Білоруської Православної Церкви (11 осіб) у рамках справи «Білоруської автокефальної церкви». Діячі, вбиті під час цих розстрілів, у списку військової колегії Верховного суду СРСР не знаходилися. 

## Список розстріляних
Список містить імена осіб, які були розстріляні в ніч з 29 на 30 жовтня 1937 року репресивною «машиною» Радянського Союзу. Невинність більшої частини з них потім була визнана радянськими судами. На додаток до початкового списку, який надійшов з Москви, місцевими співробітниками НКВС БРСР було додано ще низку діячів (їхні прізвища відзначені «*»).
1. Обухов Борис Олександрович, завідувач кафедри анатомії, Вітебський ветеринарний інститут
2. * Арабей Микола, завідувач відділу шкіл ЦК КП(б)Б
3. Аронов Наум Меєрович
4. * Августинович Анатоль, начальник управління будівельних робіт при РНК БРСР
5. Афанасьєв Ігнат Ілліч, викладач Мінського Білпедтехнікуму
6. Бобков Семен Дмитрович
7. Барзунов Георгій Федорович, директор тресту «Головхліб» БРСР
8. * Башкевич Вадим, начальник Управління вищої школи Наркомату освіти БРСР
9. Бейлін Соломон Хаїмович
10. Білоцерківський Абрам Давидович
11. * Бронштейн Яків(інші мови), літературний критик
12. Бурдика Іван Семенович, відповідальний секретар РНК БРСР
13. * Войнов Віктор Леонтійович, завідувач експедиції карамельного цеху фабрики «Комунарка»; білоруський журналіст, член КПЗБ
14. * Ворончанка Олександр(інші мови), Нарком освіти БРСР, кандидат у члени ВКП(б)
15. Варшавський Станіслав Юліанович
16. Васильєв-Вашчилін Григорій Микитович
17. Вольний Анатоль, заслужений діяч мистецтв Білорусі
18. Габаєв Мовша-Нохим Ізраїлевич
19. Габрусов Опанас Степанович
20. * Головач Платон, прозаїк, виключений з ВКП(б) 1937 року.
21. Гейштерн Антон Михайлович
22. * Гершон Йосип Хаїмович, заступник Наркома освіти БРСР, член/кандидат у члени ВКП(б) з 1919
23. Гінзбург Яків Юхимович
24. Госин Абрам Менделевич
25. Гурський Костянтин Йосипович, старший ветеринарний лікар, ветеринарне управління Наркомзему БРСР (за іншими даними[12], розстріляний 17.10.1937)
26. Гуревич Нохман Гіршович(інші мови), Нарком внутрішньої торгівлі БРСР, член ЦК КП(б)Б, член ЦВК БРСР, член/кандидат у члени ВКП(б) з 1920
27. * Денискевич Микола Михайлович, партійний працівник, другий секретар ЦК КП(б)Б, член/кандидат у члени ВКП(б)
28. Дмитров Микола Андрійович
29. Дяків Ананій Іванович(інші мови), ректор БДУ в 1934—1935 рр.
30. Дракохруст Аврам Генріхович [Архівовано 15 травня 2019 у Wayback Machine.]
31. Олесь Дудар, поет
32. * Хацкель Мойсейович Дунець(інші мови), критик і публіцист
33. Елянсон Гірш Борухович
34. Єрмаков Микола Павлович
35. Живуцький Іван Степанович, учитель
36. Замалін Наум Михайлович, доцент Вітебського ветеринарного інституту
37. Міхась Зарецький, прозаїк, виключений з ВКП(б) 1929 року
38. Зянкович Олександр Сазонович
39. Іванов Олександр Васильович
40. Ісправников Прохор Іванович, заст. завідувача сільськогосподарського відділу газ. «Вітебський пролетар»
41. * Ковальов Захар, секретар Ворошиловського РК КП(б)Б
42. Василь Коваль, прозаїк
43. * Захар Ковальчук, голова ЦК профспілок БРСР, виключений з КП(б)Б 1937 року
44. * Кондрашук Микола, начальник управління скляної промисловості Наркомату легкої промисловості БРСР
45. Кантор Соломон Менделевич, директор Білпромторгу
46. Капітанакі Михайло Васильович
47. * Йосип Кораневський(інші мови), державний діяч, педагог, публіцист, 2-й ректор Білоруського державного університету, член КП(б)Б.
48. Карпенко Іван Іванович, завідувач лабораторії Вітебської ветеринарної станції
49. Качанів Герасим Антонович
50. Кляницький Віктор Семенович
51. Тодор Кляшторний, поет
52. Куделько Йосип Фадеєвич, начальник управління з охорони авторських прав при СП БРСР
53. * Кульбак Мойсей(інші мови), прозаїк
54. Кучинський Олексій Степанович(інші мови), державний і громадський діяч, педагог, редактор, виключений з ВКП(б) 1937 року
55. * Лабадаєв Михайло, завідувач особливого сектору (відділу) ЦК КП(б)Б
56. * Лашкевич Леонард, заступник наркома Наркомату радгоспів БРСР
57. Левін Олександр Самойлович, літературний критик
58. Левін Соломон Вульфович, літературний критик
59. Лейбин Пиня Мойсейович
60. Ліхтенштейн Семен Давидович
61. Лукашонок Микита Сергійович
62. Юрка Лявонний(інші мови), поет
63. Ляйбович Хаїм Єлясович
64. Лямперт Соломон Григорович, студент 5 курсу БГУ
65. * Левков Максим(інші мови), Нарком юстиції БРСР
66. Мазель Єлизар Якович, заст. директора з наукової роботи Вітебської науково-дослідчої ветеринарної станції
67. * Мойсеєв Лев, секретар Борисівського РК КП(б)Б
68. Малов Борис Михайлович, завідувач відділу хлібної групи Наркомату внутрішньої торгівлі
69. Мараков Валерій Дмитрович(інші мови), поет
70. Маргелов Степан Прохорович(інші мови), завідувач секції географії інституту економіки АН БРСР
71. Марголін Михайло Соломонович
72. * Мар'янов Борис, секретар Дзержинського РК КП(б)Б, член ЦК КП(б)Б (з 1937 р.)
73. Масленников Павло Олександрович
74. Мелік-Шахназаров Андрій Павлович
75. Мірлін Абрам Наумович
76. Місников Микола Данилович
77. * Михайлов Дем'ян, консультант Управління справами РНК БРСР(інші мови)
78. Міхєєв Микола Іванович
79. * Митьков Сергій, директор гідролізного досліджуваного заводу Наркомату місцевої промисловості БРСР
80. Сергій Мурзо, поет
81. Мухін Павло Максимович, завідувач лабораторії Вітебської науково-дослідчої ветеринарної станції
82. Навахрест Яків Петрович
83. Янка Неманський(інші мови), прозаїк, громадський діяч
84. Нестерович Іван Іванович
85. Подсявалов Іван Іванович
86. Паплика Іван Мойсейович
87. Пасмарник Іван Мойсейович
88. * Петрушеня Василь, консультант РНК БРСР з комунальних та транспортних справ
89. Зяма Пивоваров(інші мови), поет
90. Питомцов Михайло Микитович
91. Протопопов Аполлон Володимирович
92. * Протасеня Григорій, вчений-агрохімік
93. Пурис Ізраїль Лейзерович
94. Пуциловський Олександр Андрійович
95. Путинцов Іван Андрійович
96. Петрашин Кузьма Григорович
97. Розумовський Арон-Лейб Симонович
98. Ридевський Михайло Антонович, завідувач навчальної частини Мінського педагогічного інституту
99. Самохвалов Олександр Григорович
100. Сандомирський Яків Григорович, завідувач кафедри Вітебського ветеринарного інституту
101. Саприцький Оскар Абрамович, заступник наркома землеробства БРСР
102. Сорокаш Іван Устинович
103. Спектор Яків Меєрович, завідувач секретаріату РНК БРСР
104. Старинський Василь Семенович
105. Сташевський Василь Петрович(інші мови), прозаїк
106. Стреле Георгій Володимирович, директор конерадгоспу № 120
107. Суровцов Георгій Володимирович
108. Селов Дмитро Павлович, начальник планово-фінансового управління Наркомату освіти БРСР
109. Сердюк Пантелей Іванович, завідувач лабораторії біофабрики № 5 у Вітебську
110. Таненбавм Мирон Борисович
111. Тавбін Юлій Абрамович, поет
112. Троцький Іван Васильович
113. Трумпацький Еля Хацкелевич
114. * Турлай Андрій, Нарком радгоспів БРСР
115. Успенський Євген Костянтинович(інші мови), фізик
116. Фалкін Григорій Якович
117. Фінкельштайн Аба Алтерович
118. Фломбавм Євсій Євнович
119. * Фрідман Ісаак, начальник відділу землеустрою Наркомату землеробства БРСР
120. Харлац Дмитро Семенович
121. * Ізі Харик(інші мови), поет
122. Хатулов Петро Федорович, літературний критик
123. Чернушевич Олександр Оникійович, завідувач забезпечення, Білгеорозвідка; Нарком освіти БРСР у 1933—1936 рр., член ВКП(б)
124. Черняк Микола Платонович
125. Міхась Чарот, поет
126. Чачура Костянтин Георгійович
127. Шалай Макар Ксенофонтович(інші мови), літературний критик
128. Шапіра Юдель Ісаакович
129. Шестаков Павло Петрович, журналіст
130. * Юдельсон Арон(інші мови), поет
131. Юлькін Яків Веніамінович
132. * Яркін Віктор(інші мови), начальник служби Дніпро-Двінського пароплавства в Гомелі, в 1918—1919 роках голова ЧК Західної області, а потім БРСР, одночасно в березні-травні 1919 року голова Мінської міськради.

## Вшанування пам'яті
У 2017 році політик Микола Статкевич організував акцію вшанування загиблих перед будівлею КДБ. Подібні «ланцюги пам’яті» проходили й у наступні роки. З 2017 року група активістів, які захищали заповідну зону Куропатів від забудови бізнес-центру, 29 жовтня почала влаштовувати в урочищі «Ніч розстріляних поетів» із читанням віршів авторства загиблих митців та промовами. У 2017 році вийшов музичний альбом «(Не)расстраляныя» (біл. «Не(розстріляні)») на вірші розстріляних авторів. Їх заспівали та поклали на музику такі білоруські виконавці, як Лявон Вольський, Святлана Бень та Павло Аракелян, а також гурти «Тонкі Ход», «Akute» та «Naka».
Останній подібний масовий захід в Білорусі проводився у 2020 році в Куропатах. У наступні роки через політичні репресії в Білорусі цю дату відзначає білоруська еміграція.

## У кінематографі
- Купала - фільм заборонений до показу режимом Лукашенка у якому окрім долі письменника Янки Купали висвітлюється історія заборон білоруської мови урядом Російської імперії, боротьби білорусів за свою державу у 1917-1920, депортації білорусів радянською владою, та знищення білоруської інтелігенції у СРСР 1937го [17].